# Generation Terrorists
| Recensione              | Giudizio |
| ----------------------- | -------- |
| AllMusic                |          |
| Dizionario del Pop-Rock |          |
| 24.000 dischi           |          |

Generation Terrorists è il primo album dei Manic Street Preachers, pubblicato nel 1992.
Nella canzone Little Baby Nothing James Dean Bradfield canta insieme all'attrice Traci Lords.

## Tracce

### CD
Testi di Nicky Wire e Richey James, eccetto dove indicato, musiche di James Dean Bradfield e Sean Moore, eccetto dove indicato.
1. Slash 'n' Burn – 3:59
2. Nat West - Barclays - Midlands - Lloyds – 4:32
3. Born to End – 3:55
4. Motorcycle Emptiness – 6:08
5. You Love Us – 4:18
6. Love's Sweet Exile – 3:29
7. Little Baby Nothing – 5:22
8. Repeat (Stars and Stripes) – 4:09
9. Tennessee – 3:06
10. Another Invented Disease – 3:24
11. Stay Beautiful – 3:10
12. So Dead – 4:28
13. Repeat (UK) – 3:09
14. Spectators of Suicide – 4:40
15. Damn Dog – 1:52 (Billy Mernit, Jacob Brackman)
16. Crucifix Kiss – 3:39
17. Methadone Pretty – 3:57
18. Condemned to Rock 'n' Roll – 6:06

## Formazione
- James Dean Bradfield – voce solista, chitarra solista, chitarra ritmica, chitarra acustica
- Richey James – chitarra ritmica
- Nicky Wire – basso
- Sean Moore – batteria

Musicisti aggiunti
- May McKenna, Jackie Challenor, Lorenza Johnson – cori (brano: "Another Invented Disease")
- Dave Eringa – pianoforte, organo Hammond (brani: "Nat West - Barclays - Midlands - Lloyds" / "You Love Us" / "Spectators of Suicide" / "Crucifix Kiss")
- Traci Lords – voce extra (brano: "Little Baby Nothing")
- Spike Edney – tastiere (brano: "Little Baby Nothing")
- Richard Cottle – tastiere (brano: "Motorcycle Emptiness")

Note aggiuntiva
- Steve Brown – produttore (per la "Sarm Productions")
- Registrazioni effettuate (agosto-dicembre 1991) al "Black Barn Studios", Inghilterra
- Steve Brown e Matt Ollivier – ingegneri delle registrazioni
- Steve Brown e Owen Davies – mixaggi
- Marc Williams – assistente al mixaggio
- Mixato al "The Hit Factory", Londra
- "Repeat (Stars and Stripes") originariamente prodotto da Steve Brown, remixaggio prodotto da Nicholas Sansano con Frank Rivaleau e Dan Wood al "Greene St. Recording", N.Y.C., dicembre 1991
- Manic Street Preachers – foto copertina album ("Crucifix" e "Collapsed European Stars" (detail))
- Tom Sheehan – foto copertina album (il gruppo)
- Valerie Phillips, Paul Slattery, Steve Gullick, Ed Sirra e Paul Cox – foto copertina album
- Philip e Martin Hall – management [4]

## Classifica
Album
| Anno | Classifica            | Posizione raggiunta |
| ---- | --------------------- | ------------------- |
| 1992 | Official Albums Chart | 13                  |

Singoli
| Anno | Titolo del brano     | Classifica             | Posizione raggiunta |
| ---- | -------------------- | ---------------------- | ------------------- |
| 1991 | Love's Sweet Exile   | Official Singles Chart | 26                  |
| 1992 | You Love Us          | Official Singles Chart | 16                  |
| 1992 | Motorcycle Emptiness | Official Singles Chart | 17                  |
| 1992 | Slash 'n' Burn       | Official Singles Chart | 20                  |
| 1992 | Little Baby Nothing  | Official Singles Chart | 29                  |